# Siding Spring Survey
Siding Spring Survey (kratica SSS) je program iskanja blizuzemeljskih teles. V programu se uporablja 0,5 m Schmidtov teleskop na Observatoriju Siding Spring v Novem Južnem Walesu v Avstraliji. Njegovo delovanje je namenjeno iskanju blizuzemeljskih teles iz južne poloble. Upravlja ga Univerza Arizone in Avstralska nacionalna univerza. Finančno ga podpira NASA.
Ta program je dvojnik programa Catalina Sky Survey (CSS), ki pa je namenjen iskanju blizuzemeljskih teles iz severne poloble. CSS deluje v gorovju Santa Catalina na gori Bigelow blizu Tucsona v ZDA.
SSS (šifra Mednarodne astronomske zveze je E12) se nahaja v Observatoriju Siding Spring (IAU šifra observatorija je 413) na višini 1150 m, približno 400 km severozahodno od Sydneya.